# Bonito (canción)
«Bonito» es una canción interpretada por la banda española de rock pop Jarabe de Palo, que está incluida en su cuarto álbum de estudio del mismo nombre y lanzada como primer sencillo del mismo en el año 2004.

## Antecedentes
La canción fue escrita por Pau Dónes y es un himno al optimismo y a la apreciación de las pequeñas cosas de la vida. En palabras del cantautor menciona: "es un recordatorio de que la actitud con la que enfrentamos la vida puede transformar nuestra realidad, y que la felicidad a menudo se encuentra en la aceptación y el disfrute de lo que nos rodea, más allá de las circunstancias adversas". 

## Lista de canciones

### CD - Promo[6]
| Bonito — Sencillo |                             |          |  |
| N.º               | Título                      | Duración |  |
| 1.                | «Bonito»                    | 4:13     |  |
| 2.                | «Bonito (Versión Italiana)» | 4:17     |  |
| 3.                | «Bonito (Video)»            | 4:14     |  |

## Posiciones en listas
| Listas (2003)                             | Posición |
| ----------------------------------------- | -------- |
| España (Top 100)                          | 86       |
| Estados Unidos Billboard Hot Latin Tracks | 90       |
| Francia (Top 100)                         | 55       |
| Italia (Top 100)                          | 13       |
| Holanda (Top 100)                         | 56       |
| Suecia (Top 100)                          | 43       |

## Premios y nominaciones
| Año  | Publicación          | País          | Lista                                               | Puesto |
| ---- | -------------------- | ------------- | --------------------------------------------------- | ------ |
| 2009 | Rock en las Américas | Latinoamérica | Las 120 mejores canciones del rock hispanoamericano | 89°    |